# Kjachta
Kjachta (in russo Кяхта?, in buriato Хяагта Khyaagta) è una città della Russia asiatica, posta sulla riva sinistra del fiume omonimo, nella Repubblica autonoma della Burazia, in Siberia. La cittadina è capoluogo del rajon Kjachtinskij e nel 2010 contava una popolazione di 19.300 abitanti. La città bassa, si trova direttamente di fronte ad Altanbulag, lungo il confine russo-mongolo.
Fondata nel 1727, in seguito al trattato di Kjachta, si chiamò Troickosavsk (in russo Троицкосавск?) fino al 1934, anno in cui ricevette lo status di città.